# Nagana sędziego
Nagana sędziego (łac. motio iudicis) – instytucja dawnego polskiego prawa służąca do podważenia i uchylenia wyroku.
Apelację do polskiego procesu wprowadziła dopiero formula processus w 1523 roku. Wcześniej w polskim sądownictwie ziemskim nie znano instancyjności. Wydany wyrok był zawsze ostateczny. 
Jedyną możliwością podważenia wyroku była tzw. nagana sędziego, czyli zarzut, że sędzia sądził sprawę niesprawiedliwie. Zarzut mógł dotyczyć każdego postanowienia w trakcie procesu, jak i wyroku. Należało go zgłosić natychmiast po wydaniu podważanego postanowienia czy wyroku, przed przejściem do następnego stadium postępowania, pod rygorem utraty tego uprawnienia. 
Odbywało się to w ten sposób, że niezadowolona strona prosiła prowadzącego sprawę sędziego o udostępnienie woźnego, a ten pozwem ustnym pozywał tego samego sędziego. Naganiający składał na ręce sędziego kocz (koc), czyli zakład, którego wysokość zależna była od wagi sprawy i godności naganionego sędziego. Dotychczasowy proces ulegał zawieszeniu a rozpoczynał się nowy, w którym pozwanym był sędzia, a naganiający powodem. W związku z tym, że podważona została cześć sędziego, przerywane były również wszystkie inne sprawy prowadzone przez naganionego sędziego. Wyrok w nowym procesie decydował o procesie głównym. Jeżeli wygrał naganiający, sędzia tracił urząd i cześć szlachecką oraz musiał zwrócić kocz, a główny proces rozpoczynał się od nowa przed innym sędzią. Jeżeli wygrał sędzia, wydane przez niego postanowienie lub wyrok zachowywały swoją moc, a kocz przechodził na własność sędziego. 
W procesie bliższość do dowodu przysługiwała sędziemu, dlatego zeznanie świadków, obserwatorów głównego procesu, że sędzia sądził sprawiedliwie, kończyło sprawę pomyślnie dla sędziego.
Nagany sędziego nie można było stosować do sądów: królewskiego, starosty generalnego i wiecowych. 
Po zniesieniu w 1523 roku nagany i wprowadzeniu apelacji zauważono, że sędziowie uwolnieni od odpowiedzialności zaczęli popełniać nadużycia. Dlatego w 1538 roku wprowadzono skargę o niewłaściwe pełnienie obowiązków przez sędziego, którą rozstrzygał sąd sejmowy.